# 상주 흥암서원
흥암서원(興巖書院)은 대한민국 경상북도 상주시 연원동에 있는 서원이다.
1702년 문정공 송준길(文正公 宋浚吉)을 모시기 위해 지어졌고, 1705년 사액을 받았다.

## 개요
동춘당 송준길을 기리기 위해 세운 서원이다.
송준길(1606∼1672)은 조선 후기 문신이며 뛰어난 학문과 바른 행실로 추천을 받아 관직에 올랐다. 김장생의 가르침을 받은 성리학자로서 특히 예학에 밝았다.
흥암서원은 숙종 28년(1702)에 세웠으며 숙종 42년(1716)에 임금으로부터 이름을 받아 사액서원이 되었다.
경내 건물로는 흥암사, 진수당, 집의재, 의인재, 어필비각 등이 있다.
위패가 있는 흥암사는 앞면 3칸·옆면 3칸 규모로, 지붕은 옆면에서 볼 때 사람 인(人)자 모양과 비슷한 맞배지붕이다. 강당 구실을 하던 진수당은 앞면 5칸·옆면 3칸 규모이며, 지붕은 옆면에서 볼 때 여덟 팔(八)자 모양인 팔작지붕으로 꾸몄다. 집의재와 의인재는 학생들의 기숙사로 사용하던 곳이다. 어필비각 안에는 숙종이 지어준 ‘흥암서원’이라 새긴 비가 있다.
흥선대원군의 서원철폐령에도 폐쇄되지 않고 남은 47개 서원 중 하나이다.

## 같이 보기
- 송준길

## 참고 자료
- 흥암서원 - 국가유산청 국가유산포털